# Sorghum laxiflorum
Sorghum laxiflorum là một loài thực vật có hoa trong họ Hòa thảo. Loài này được F.M.Bailey miêu tả khoa học đầu tiên năm 1889.